# 전기위원회
전기위원회(電氣委員會, Electricity Regulatory Committee)는 전기사업의 공정한 경쟁환경 조성 및 전기사용자의 권익 보호에 관한 사항의 심의와 전기사업과 관련된 분쟁의 재정(裁定)에 관한 사무를 관장하는 대한민국 산업통상자원부의 소속기관이다. 2001년 2월 24일 발족하였으며, 세종특별자치시 한누리대로 402에 위치하고 있다.

## 설치 근거 및 소관 사무

### 설치 근거
- 「전기사업법」 제53조제1항[1]

### 소관 사무
- 전기사업의 허가 또는 변경허가에 관한 사항
- 전기사업의 양수 또는 법인의 분할·합병에 대한 인가에 관한 사항
- 전기사업의 허가취소, 사업정지, 사업구역의 감소 및 과징금의 부과에 관한 사항
- 송전용 또는 배전용 전기설비의 이용요금과 그 밖의 이용조건의 인가에 관한 사항
- 전기판매사업자의 기본공급약관 및 보완공급약관의 인가에 관한 사항
- 구역전기사업자의 기본공급약관의 인가에 관한 사항
- 전기설비의 수리 또는 개조, 전기설비의 운용방법의 개선, 그 밖에 필요한 조치에 관한 사항
- 금지행위에 대한 조치에 관한 사항
- 금지행위에 대한 과징금의 부과·징수에 관한 사항
- 전력거래가격의 상한에 관한 사항
- 차액계약의 인가에 관한 사항
- 전력시장운영규칙의 승인에 관한 사항
- 전력계통 신뢰도 관리업무에 대한 연간계획 및 실적, 관계 규정의 제정·개정 및 폐지 등에 관한 사항
- 산업통상자원부장관의 조치명령에 관한 사항
- 전기사용자의 보호에 관한 사항
- 전력산업의 경쟁체제 도입 등 전력산업의 구조개편에 관한 사항
- 다른 법령에서 전기위원회의 심의사항으로 규정한 사항
- 산업통상자원부장관이 심의를 요청한 사항

## 연혁
- 2001년 2월 24일: 산업자원부 소속으로 전기위원회 설치.
- 2008년 2월 29일: 지식경제부 소속으로 변경.
- 2013년 3월 23일: 산업통상자원부 소속으로 변경.

## 조직

### 위원
| 직위       | 성명   | 비고                                 |
| ---------- | ------ | ------------------------------------ |
| 위원장     | 이종영 |                                      |
| 상임위원   | 이호현 | 산업통상자원부 에너지정책실장이 겸임 |
| 비상임위원 | 홍혜란 |                                      |
| 비상임위원 | 강정혜 |                                      |
| 비상임위원 | 정동희 |                                      |
| 비상임위원 | 김발호 |                                      |
| 비상임위원 | 유승훈 |                                      |
| 비상임위원 | 이선희 |                                      |
| 비상임위원 | 최성호 |                                      |

### 하부조직
- 사무국[2]

## 같이 보기
- 무역위원회
- 한국전력공사
- 한국전기안전공사
- 전력거래소
- 에너지경제연구원
- 산업연구원